# پینتشین (ناحیه لیبرتس)
پینتشین (به چکی: Pěnčín) یک منطقهٔ مسکونی در جمهوری چک است که در ناحیه لیبرتس واقع شده‌است. پینتشین ۶۳۷ نفر جمعیت دارد.